# هيا (مجلة)
هيا ، هي مجلة سعودية شهرية تختص لنساء الأعمال من النساء العربيات، أسست في تاريخ 1 أغسطس 1992م.
تصدر المجلة عن الشركة السعودية للأبحاث والنشر، إحدى شركات المجموعة السعودية للأبحاث والتسويق، التي أسسها أحمد بن سلمان بن عبد العزيز آل سعود عام 1987.

## وصلات خارجية
- الموقع الرسمي لمجلة هيا